# Ranzo
Ranzo es una localidad y comune italiana de la provincia de Imperia, región de Liguria, con 571 habitantes.

## Evolución demográfica
| Gráfica de evolución demográfica de Ranzo entre 1861 y 2001 |
|                                                             |
| Fuente ISTAT - elaboración gráfica de Wikipedia             |